# Конгресс ойрат-калмыцкого народа
Конгресс ойрат-калмыцкого народа (калм. Чуулһн) — политическая организация калмыцких национальных активистов, выступающая за независимость Республики Калмыкия. Признана экстремистской и запрещена на территории России.
Конгресс Ойрат-Калмыцкого Народа — является представительным органом ойрат-калмыцкого народа, проводящим национально-освободительную и анти-колониальную деятельность, главной целью которой является создание на основе нынешней Республики Калмыкия суверенного независимого демократического государства. Congress of the Oirat-Kalmyk People (Russian: Конгресс ойрат-калмыцкого народа) is a representative body of the Oirat-Kalmyk people conducting national liberation and anti-colonial activities, the main goal of which is the creation of a sovereign independent democratic state on the basis of the present Republic of Kalmykia.

## История
Конгресс ойрат-калмыцкого народа возник в 2015 году как неформальный общественный орган, координирующий проведение чуулганов — народных съездов (калм. чуулһн). Такие мероприятия проводились в столице Калмыкии Элисте раз в два года. В них участвовали представители национальной интеллигенции, независимые активисты и оппозиционные политики. Состав Конгресса определялся прямым голосованием всех присутствовавших на съездах. В 2021 году часть участников очередного съезда была задержана полицией..
После начала вторжения в Украину в феврале 2022 года избранное руководство Конгресса выступило против действий российского правительства и призвало калмыков не участвовать в войне. Вскоре против ряда участников организации были возбуждены административные и уголовные дела, многие из них эмигрировали.
26 октября 2022 года Конгресс опубликовал предварительную декларацию о независимости Калмыкии. Среди авторов этого документа — члены Конгресса Арсланг Санджиев (экс-директор Центра по развитию калмыцкого языка), Батыр Боромангнаев (лидер регионального отделения партии «Яблоко» и Владимир Довданов (бывший министр молодежной политики Калмыкии). В августе 2023 года Министерство юстиции Российской Федерации внесло текст документа в Федеральный список экстремистских материалов.
В январе 2023 года член Конгресса и юрист Даавр Дорҗин выступил от лица организации на Форуме свободных народов пост-России, проходившем в стенах Европейского парламента.
В сентябре 2023 года стало известно о решении Верховного суда Калмыкии признать Конгресс ойрат-калмыцкого народа экстремистской организацией и запретить его деятельность на территории России.